# Bento de Oliveira Cardoso e Castro Guedes de Carvalho Lobo

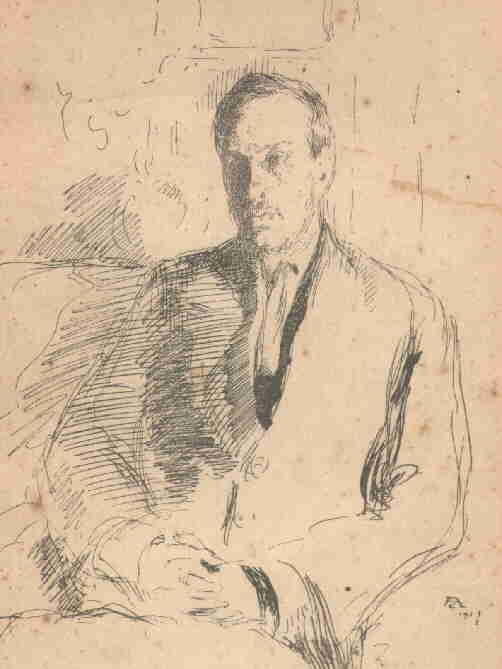
Visconde de Vila Moura (Desenho de António Carneiro, publicado em Doentes da Beleza, 1913)

Bento de Oliveira Cardoso e Castro Guedes de Carvalho Lobo (Baião, Grilo, 8 de Novembro de 1877 — Porto, 3 de Setembro de 1935), primeiro e único visconde de Vila Moura, formado em Direito, foi um político, intelectual e escritor decadentista, que, entre outras funções foi deputado às Cortes da Monarquia Constitucional Portuguesa. Correspondente de Fernando Pessoa, foi cronista da revista A Águia e autor de uma vasta e fecunda obra como escritor, novelista, contista, cronista e crítico literário. De entre as suas obras destaca-se Nova Safo (1912), pela coragem na abordagem dos temas do lesbianismo, necrofilia e homossexualidade masculina que provocou grande escândalo à época.

## Biografia
Nasceu na freguesia de Grilo, concelho de Baião, filho de Alexandre Vicente Rodrigues Cardoso, bacharel em Direito e grande proprietário fundiário, e de sua mulher Maria Cândida de Oliveira e Castro, senhora da Casa da Eira de Portomanso, no mesmo concelho. Era primo direito do heroico Capitão Alfredo Guimarães. 
Depois de concluir os estudos liceais no Colégio dos Vasconcelos, no Porto, matriculou-se na Faculdade de Direito da Universidade de Coimbra, onde se viria a licenciar em 1900, ano que foi agraciado com o título de 1.º Visconde de Vila Moura (título), com honras de Grandeza, por decreto de 25 de Outubro de 1900, do rei D. Carlos I de Portugal. Herdou de seus pais importantes propriedades, tornando-se num dos maiores proprietários do concelho de Baião. Nunca tendo casado, não teve descendência.

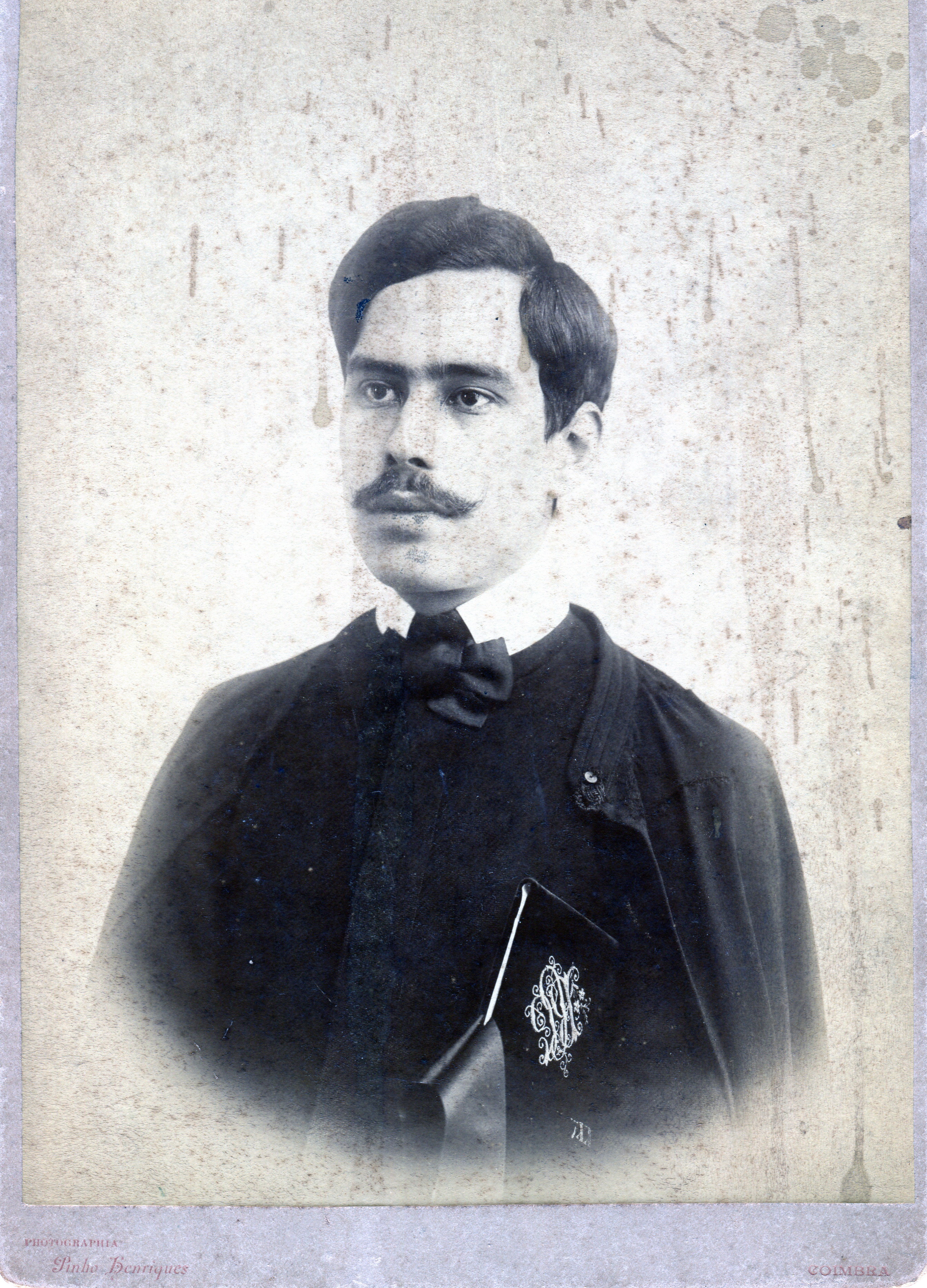
O Visconde de Vila Moura enquanto estudante em Coimbra

Ainda estudante em Coimbra revelou-se um escritor dotado, iniciando, a partir de 1898, a publicação de uma extensa obra literária que inclui diversos géneros, desde o conto, o romance e a novela até ao ensaio literário. Membro do movimento cultural portuense da Renascença Portuguesa, aderiu à estética decadentista, recusando o positivismo e o naturalismo neo-realista. Algumas das suas obras têm um cunho marcadamente sensual, com referências explícitas à homossexualidade, o que foi fonte de escândalo ao tempo.
Na política foi militante do Partido Regenerador, pelo qual foi eleito deputado pelo círculo do Porto Oriental nas eleições gerais de 1908. Prestou juramento a 2 de Maio de 1908, integrando durante o mandato diversas comissões parlamentares. Desempenhou também as funções de secretário da Câmara dos Deputados em algumas sessões. As suas intervenções centraram-se na área das comunicações, com destaque para os caminhos-de-ferro e para o seu funcionamento, para a necessidade de abertura de uma rede viária para os concelhos de Baião e Marco de Canaveses, nas questões referentes à viticultura duriense e em matérias de instrução pública e de saúde.
Com a implantação da República Portuguesa abandonou a política activa, recolhendo-se à cidade do Porto e dedicando-se quase em exclusivo à actividade literária. Foi no período pós-1910 que publicou o essencial da sua obra, revelando-se um escritor de grande mérito.

### Obra
Lista de obras publicada do Visconde de Vila-Moura:
- Antes e depois da minha jornada a Alhandra, em homenagem a Sousa Martins (Coimbra, 1898)
- Carta a Senna Freitas - A Moral na Religião e na Arte (Coimbra, 1906)
- A Vida Mental Portugueza: psychologia e arte (Porto, 1909)
- Vidda Litteraria e Politica (Porto, 1911)
- Nova Sapho - tragedia extranha: romance de pathologia sensual (Lisboa, 1912)
- Doentes da Bellesa (Porto, 1913)
- Camillo inedito (Porto, 1913)
- Bohemios (contos e novelas, Porto, 1914)
- António Nobre - seu génio e sua obra (Porto, 1915)
- Grandes de Portugal (Porto, 1916)
- As cinzas de Camillo (Porto, 1917)
- Fanny Owen e Camillo (Porto, 1917)
- Os Últimos: romance (Porto, 1918)
- Obstinados (Porto, 1921)
- Pão Vermelho: Sombras da Grande Guerra (Porto, 1924)
- Um Homem de Treze Anos (Porto, 1924)
- Cristo de Alcácer: novela (Porto, 1924)
- Calvário de um Violento (Porto, 1924)
- Almas do Mar (Porto, 1924)
- O Imaginário (Porto, 1924)
- Irmã das Árvores (Porto, 1924)
- Uma Família de Ibsen (Porto, 1924)
- Luz Fremente: novela (Porto, 1924)
- Calvário de um Violento (Porto, 1924)
- "Palma Mater": novela (Porto, 1924)
- O Poeta da Ausência (Porto, 1926)
- Cariátide (Porto, 1927)
- Entre Mortos (Porto, 1928)
- Raiz em Flor (Porto, 1931)
- O Pintor António Carneiro (Porto, 1931)
- O Incêndio (1933)
- Dor Errante… (Porto, 1933)
- Piedade (Porto, 1934)
- Novos Mitos (Porto, 1934)
- Prefaciou ainda obras de Bernardo Augusto de Madureira e Vasconcelos (Sol D'Aquino: Sonetos, 1916), Carlos Cochofel (Lírios, 1918) e Maria Cândida Nogueira de Azevedo Pinto (Primaveras, 1927)